# Piotr Rubik
Piotr Andrzej Rubik (* 3. září 1968 Varšava) je polský skladatel symfonické populární hudby pro orchestr, film a divadlo.

## Biografie
Vystudoval konzervatoř a později hudební akademii Frédéricka Chopina ve Varšavě. Později se stal členem světoznámého orchestru Jeunesses Musicales International (JMI). Studoval kompozici filmové hudby v Sieně (Itálie) pod vedením Ennioho Morriconeho.
Jeho nejvýznamnějším dílem je oratorium Tu es Petrus (z latiny: Ty jsi Peter) věnovaný Janu Pavlovi II. Tvoří druhou z třech částí souborného díla Tryptyk Świętokrzyski (triptych sv. Kříže). Prvá část díla je oratorium Świętokrzyska Golgota (Golgota sv. Kříže) a třetí část je oratorium Psałterz Wrześniowy.

## Diskografie
- 2004 Oratorium Świętokrzyska Golgota 1x platinová deska
- 2005 Oratorium Tu Es Petrus (Ty Jesteś Skała) #2 PL, 2x platinová deska
- 2006 Rubikon – #1 PL, 3x platinová deska
- 2006 Oratorium Psałterz Wrześniowy – #1 PL, 2x diamantová deska
- 2007 Kantáta Zakochani w Krakowie
- 2007 Oratorium dla Świata